# Iwan Kobylanski
Iwan Kobylanski (ukr. Іван Олександрович Кобилянський, ros. Иван Александрович Кобылянский, ur. 4 lipca 1921 we wsi Wierblużka obecnie w rejonie nowhorodkowskim w obwodzie kirowohradzkim, zm. 22 kwietnia 1945) – radziecki lotnik wojskowy, Bohater Związku Radzieckiego (1942).

## Życiorys
Urodził się w ukraińskiej rodzinie robotniczej. Skończył 9 klas i wydział techniczny aeroklubu w Krzywym Rogu, a w 1939 wydział techniczny szkoły technicznej w Uljanowsku. Pracował jako młodszy technik w aeroklubie w Iwanowie, w 1940 został powołany do Armii Czerwonej, od września 1941 uczestniczył w wojnie z Niemcami, od 1942 należał do WKP(b). Walczył na Froncie Południowo-Zachodnim jako strzelec bombowca w 289 pułku lotnictwa bombowego, do listopada 1941 brał udział w 31 lotach bojowych, strącając jeden samolot wroga, za co został odznaczony orderem. Do stycznia 1942 wraz z załogą wykonał sto lotów bojowych w celu bombardowania obiektów wojskowych, siły żywej i techniki wroga, zadając Niemcom duże straty w ludziach i sprzęcie. Latem 1942 jego pułk wchodzący w skład 63 Dywizji Lotniczej 40 Armii Frontu Południowo-Zachodniego został przeformowany w pułk lotnictwa szturmowego, w którym Kobylanski został oficerem i nawigatorem eskadry. Zginął w walce. Po wojnie został pochowany na kwaterze żołnierzy radzieckich na cmentarzu Rakowickim w Krakowie.

## Odznaczenia
- Złota Gwiazda Bohatera Związku Radzieckiego (27 marca 1942)[1]
- Order Lenina (27 marca 1942)
- Order Czerwonego Sztandaru (6 listopada 1941)
- Order Wojny Ojczyźnianej I klasy (31 października 1944)
- Order Wojny Ojczyźnianej II klasy (9 kwietnia 1943)
- Order Czerwonej Gwiazdy (9 lutego 1943)